# Melissodes monoensis
Melissodes monoensis är en biart som beskrevs av Laberge 1961. Melissodes monoensis ingår i släktet Melissodes och familjen långtungebin. Inga underarter finns listade i Catalogue of Life.